# Чемпіон
Чемпіо́н (англ. champion з лат. campio) — переможець будь-якого змагання, зазвичай спортивного.

## Найвищий статус
В деяких видах спорту найвище звання — чемпіон світу.